# Сюткаси
Сютка́си (рос. Сюткасы, чув. Çуткасси) — присілок у складі Цівільського району Чувашії, Росія. Входить до складу Булдеєвського сільського поселення.
Населення — 96 осіб (2010; 85 у 2002).
Національний склад:
- чуваші — 99 %